# Feel the Misery
 Feel the Misery è il dodicesimo LP della Doom metal band inglese My Dying Bride.

## Tracce
1. And My Father Left Forever – 9:22
2. To Shiver in Empty Halls – 9:46
3. A Cold New Curse – 9:02
4. Feel the Misery – 6:20
5. A Thorn of Wisdom – 5:04
6. I Celebrate Your Skin – 6:53
7. I Almost Loved You – 5:28
8. Within a Sleeping Forest – 10:42

## Formazione

### Gruppo
- Aaron Stainthorpe - voce
- Andrew Craighan - chitarra
- Calvin Robertshaw - chitarra
- Lena Abé - basso
- Shawn MacGowan - violino, tastiera

### Guest
- Dan Mullins - batteria